# 亞答港 (石山鎮)
亞答港（印尼語：Semudun）是印度尼西亞西加里曼丹省喃吧哇縣石山鎮所轄的村之一，位於該鎮西南部，東接三巴廊村，西瀕卡里馬塔海峽，南接喃吧哇鎮Malikian村，北鄰孟達洛村。

## 事件
2020年西加里曼丹省宗教部將亞答港村定為「和諧意識之村」。